# El Jagüey, Tzintzuntzan
El Jagüey är en ort i Mexiko.   Den ligger i kommunen Tzintzuntzan och delstaten Michoacán de Ocampo, i den södra delen av landet, 250 km väster om huvudstaden Mexico City. El Jagüey ligger 2 062 meter över havet och antalet invånare är 302.
Terrängen runt El Jagüey är huvudsakligen kuperad, men åt sydost är den platt. Runt El Jagüey är det ganska tätbefolkat, med 139 invånare per kvadratkilometer. Närmaste större samhälle är Pátzcuaro, 11,4 km sydväst om El Jagüey. I omgivningarna runt El Jagüey växer huvudsakligen savannskog.